# ژاله‌پوش کوارتزیکولا
دروسرا کوارتزیکولا (نام علمی: Drosera quartzicola) نام یک گونه از سرده دروزا است.